# Peter Remondino
Peter Charles Remondino, nato Pietro Carlo (Torino, 10 febbraio 1846 – San Diego, 10 dicembre 1926), è stato un medico e avvocato italiano naturalizzato statunitense pro-circoncisione, primo presidente del San Diego Board of Health e cofondatore del primo ospedale privato di San Diego.
Nel corso di una carriera medica durata 55 anni, servì le forze dell'Unione durante la guerra civile americana come chirurgo. Lavorò anche come chirurgo durante la guerra franco-prussiana e fu premiato con una medaglia dal governo francese per i suoi servigi.

## Biografia
Remondino nacque a Torino, che a qual tempo faceva parte del Regno di Sardegna. All'età di otto anni emigrò in America con suo padre, arrivando a New York e infine stabilendosi nel Minnesota. Remondino studiò in una "scuola di una sola stanza" dal 1857 al 1861, integrando le lezioni con letture dalla vasta biblioteca del padre. Si laureò alla Thomas Jefferson University, prima in medicina e poi in legge. Oltre alla storia, alla matematica e alle scienze, imparò varie lingue tra cui francese, tedesco, latino e sioux.